# Морозов Дмитро Георгійович
Дмитро Георгійович Морозов (30 жовтня 1887, село Камешки Шуйського повіту Владимирської губернії, тепер Вічузького району Івановської області, Російська Федерація — 10 червня 1963, місто Москва, тепер Російська Федерація) — радянський діяч, голова виконавчого комітету Іваново-Вознесенської губернської ради. Член ВЦВК 14-го скликання, член ЦВК СРСР 1-го скликання. Член Центральної контрольної комісії ВКП(б) у 1925—1930 роках. 

## Життєпис
Народився в бідній селянській родині. Із початку 1900-х років працював робітником на ситцевій фабриці Грязнова в місті Іваново-Вознесенську. З осені 1904 року навчався у вечірній недільній школі в Іваново-Вознесенську.
Член РСДРП з листопада 1905 року.
З 1906 року очолював партійний осередок фарбувально-заварювального цеху ситцевої фабрики Грязнова. Брав участь у створенні профспілки друкарів в Іваново-Вознесенську, працював партійним організатором другого міського району. Потім організовував касу хворих та кооператив, розповсюджував газету «Правда». У серпні 1913 року обраний до складу Іваново-Вознесенського міського комітету РСДРП(б).
22 жовтня 1913 року заарештований, шість місяців провів у в'язниці. З 1914 по 1916 рік перебував на засланні в Повенецькому, а потім Пудозькому повітах Олонецької губернії.
З 1916 року — солдат 460-го Тимського піхотного полку російської імператорської армії, учасник Першої світової війни. До 1917 року воював на Румунському фронті, був обраний до полкового і дивізійного солдатських комітетів. У листопаді 1917 року обраний головою комітету солдатських депутатів 6-ї російської армії.
З січня 1918 по січень 1919 року — член та голова слідчої комісії революційного трибуналу в Іваново-Вознесенську.
У січні — 13 вересня 1919 року — голова Іваново-Вознесенської губернської надзвичайної комісії (ЧК).
З вересня 1919 року працював у Самарській губернській ЧК.
21 листопада 1920 — 9 серпня 1921 року — голова Самарської губернської надзвичайної комісії (ЧК).
У 1923—1925 роках — відповідальний секретар Посадського повітового комітету РКП(б) Іваново-Вознесенської губернії.
У 1925—1928 роках — голова Іваново-Вознесенської губернської контрольної комісії ВКП(б).
У серпні 1928 — 1929 року — голова виконавчого комітету Іваново-Вознесенської губернської ради.
У 1929—1930 роках — заступник голови виконавчого комітету Івановської Промислової обласної ради.
У 1930 — серпні 1932 року — відповідальний секретар Ярославського районного і міського комітетів ВКП(б) Івановської Промислової області.
У 1932—1934 роках — в апараті Центральної контрольної комісії ВКП(б). 
У 1934—1936 роках — секретар партійної колегії Комісії партійного контролю ВКП(б) по Західній області РРФСР; секретар партійної колегії Комісії партійного контролю ВКП(б) по Дніпропетровській області УРСР.
З 1937 року — на пенсії, персональний пенсіонер у Москві.
Помер 10 червня 1963 року в Москві. Похований на Новодівичому цвинтарі Москви. На його честь названо вулицю в місті Іваново.

## Нагороди
- орден Трудового Червоного Прапора